# Paramythiidae
Paramythiidae é uma família de aves passeriformes pertencentes à subordem Passeri.